# Пъстро семейство
„Пъстро семейство“ (на английски: Mixed-ish) е американски ситком по идея на Кения Барис, Питър Саджи и Трейси Елис Рос, в който се излъчва премиерно по ABC на 24 септември 2019 г. Сериалът е прелюдия на „Black-ish“. През май 2020 г. сериалът е подновен за втори сезон, в който се излъчва премиерно на 26 януари 2021 г. През 2021 г. сериалът е спрян след два сезона.

## В България
В България сериалът е излъчен на 6 октомври 2020 г. по FOX. Втори сезон започва на 1 януари 2022 г.
Дублажът е на Доли Медия Студио. Ролите се озвучават от Лина Шишкова, Балена Ланджева, Мина Костова, Константин Лунгов и Петър Бонев.